# جمعية الخيار الديمقراطي

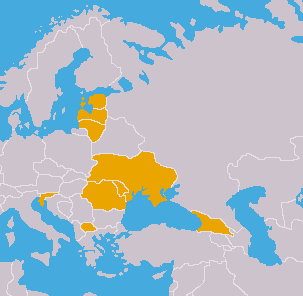
جمعية الخيار الديمقراطي

جمعية الخيار الديمقراطي هي منظمة غير حكومية تأسست في 2 ديسمبر 2005 في كييف من قبل تسع دول من شمال وشرق أوروبا. معظم البلدان المشكلة للمنظمة من المنطقة الواقعة بين بحر البلطيق والبحر الأسود وبحر قزوين ("البحار الثلاثة"). وتتمثل مهمتها الرئيسية في تعزيز الديمقراطية وحقوق الإنسان وسيادة القانون في تلك المنطقة.

## العضوية
- الأعضاء المؤسسين هم:
  -  إستونيا
  -  جورجيا
  -  ليتوانيا
  -  لاتفيا
  -  مقدونيا
  -  مولدوفا
  -  رومانيا
  -  سلوفينيا
  -  أوكرانيا
- دول ومنظمات مراقبة
  -  أذربيجان
  -  بلغاريا
  -  جمهورية التشيك
  -  المجر
  -  بولندا
  -  الولايات المتحدة
  -  الاتحاد الأوروبي
  - منظمة الأمن والتعاون في أوروبا

## اجتماعات
- 01-02 ديسمبر 2005 : كييف ، أوكرانيا.
- 09-10 مارس 2006 : جورجيا تبليسي.
- مايو 2006 : ليتوانيا فيلنيوس.